# Combined Joint Task Force – Operation Inherent Resolve
La Combined Joint Task Force – Operazione Inherent Resolve (CJTF–OIR) è una formazione militare multinazionale istituita dalla coalizione internazionale guidata dagli Stati Uniti contro lo Stato islamico con l'obiettivo dichiarato di "degradare e distruggere" l'organizzazione. Guidato dalla United States Army Central (ARCENT), è composto da forze militari e personale provenienti da oltre 30 paesi.
Costituito nell'ottobre 2014 dall'U.S. Central Command, il CJTF-OIR aveva lo scopo di sostituire gli accordi ad hoc che erano stati stabiliti per coordinare le operazioni contro l'ISIL, in seguito alla sua rapida espansione in Iraq iniziata a giugno di quell'anno. La sua azione militare centrale, l’Operazione Inherent Resolve, consiste in campagne in Iraq, Siria e Libia. L'attuale comandante della coalizione è il maggiore generale dell'esercito americano Matthew W. McFarlane.
La maggior parte delle operazioni di combattimento del CJTF-OIR sono consistite in attacchi aerei contro lo Stato islamico; sono state dispiegate varie forze di terra tra cui forze speciali, artiglieria, addestramento e consiglieri militari. Gli Stati Uniti rappresentano la stragrande maggioranza degli attacchi aerei (75-80%), mentre il resto è condotto da Australia, Canada, Danimarca, Francia, Giordania, Belgio, Paesi Bassi, Arabia Saudita, Turchia, Emirati Arabi Uniti e Regno Unito. Sebbene la task force non sia sotto la NATO, tutti i trentadue membri dell’alleanza militare contribuiscono al CJTF-OIR.
Alla fine del 2017, la CJTF-OIR ha dichiarato che i suoi attacchi aerei avevano ucciso oltre 80.000 miliziani dell’ISIS. La coalizione ha inoltre fornito 3,5 miliardi di dollari in equipaggiamenti militari alle forze armate irachene, altri miliardi ai Peshmerga, e ha addestrato 189.000 soldati e poliziotti iracheni. Ha inoltre fornito un sostegno significativo alle Forze democratiche siriane, con le quali coordina varie operazioni.
La coalizione ha concluso la sua missione di combattimento in Iraq nel dicembre 2021, ma le truppe statunitensi sono rimaste nel paese con il ruolo di addestrare e eseguire consulenza.

## Storia
Dall'agosto 2014 all'agosto 2015, gli aerei della coalizione effettuarono un totale di 45.259 sortite, di cui l'aeronautica americana ne effettuò la maggior parte (67%), sganciando più di 5.600 bombe, mentre la Royal Air Force condusse il 30% degli attacchi aerei.
Il 3 ottobre 2015, la Tunisia annunciò che avrebbe aderito al CJTF-OIR.
Nell'aprile 2017, la CJTF-OIR stimò di aver ucciso 70.000 miliziani dello Stato Islamico dal 2014, con la Task Force congiunta per le operazioni speciali e l'Operazione Inherent Resolve che ne eliminarono "oltre 21.000". La rivista War Zone stima che la SOJTF-OIR sia responsabile "di circa il 30% di tutti i terroristi morti in Iraq e Siria", aggiungendo "non sappiamo se la SOJTF-OIR conta i terroristi morti in attacchi aerei o di artiglieria chiamati dal suo personale nel conteggio finale della task force."
Il 14 aprile 2017, i membri del quartier generale di SOJTF-OIR ricevettero nuove toppe distintive, che sostituirono la toppa provvisoria dell'unità del primo gruppo delle forze speciali.
Il 22 dicembre 2018, tre giorni dopo l'annuncio del presidente Donald Trump che gli Stati Uniti avrebbero ritirato tutte le truppe dalla Siria, Brett McGurk, l’inviato degli Stati Uniti presso la coalizione contro l’ISIS, annunciò le sue dimissioni dal suo incarico.

## Struttura

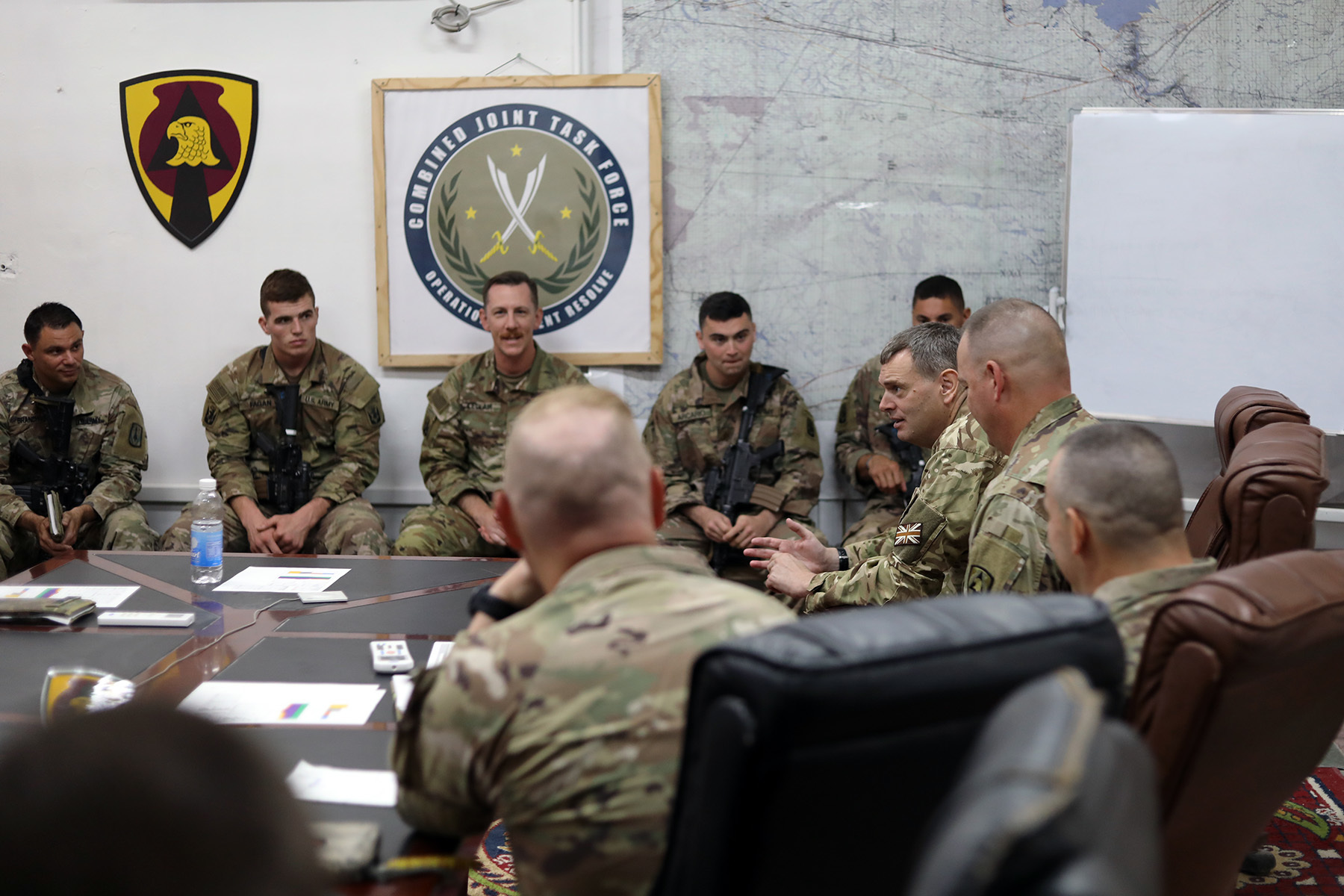
Brig. Generale Richard Bell, vice comandante del CJTF-OIR, in visita al personale della coalizione presso la base aerea di Al Asad, Iraq, il 24 luglio 2021.

A partire da settembre 2019, il tenente generale dell'esercito americano Robert "Pat" White prese il comando del CJTF-OIR con una nomina che consolidò tre compiti di comandante. White era anche il comandante del III Corpo d'armate degli Stati Uniti, che assunse l'autorità sul CJTF-OIR da ARCENT il 22 settembre 2015, cedendo il comando al XVIII Corpo aviotrasportato nell'agosto 2016, per poi riprendere il comando il 5 settembre 2017. White nominò due vice, un ufficiale dell'esercito britannico, il maggior generale Gerald Strickland, che attualmente presta servizio come vice comandante per la stabilità del CJTF-OIR, e un ufficiale dell'aeronautica americana, il maggiore generale Alexus G. Grynkewich, che attualmente presta servizio come Vice comandante per le operazioni e l'intelligence. Il quartier generale della CJTF-OIR è a Camp Arifjan in Kuwait e comprende circa 700 membri del personale provenienti da 27 nazioni coinvolte nel coordinamento delle operazioni in Iraq e Siria.
Il tenente generale White consegnò il controllo operativo al tenente generale Paul Calvert il 9 settembre 2020. Il comando è stato successivamente passato al Magg. Gen. John Brennan il 9 settembre 2021.
Una dozzina di paesi non coinvolti nelle operazioni di combattimento contribuiscono ancora alla Building Capability Mission (BPC) in Iraq. Tra coloro che hanno annunciato la loro partecipazione al programma, che addestra le forze di sicurezza irachene, figurano Stati Uniti, Regno Unito, Australia, Canada, Belgio, Danimarca, Francia, Germania, Italia, Paesi Bassi, Nuova Zelanda, Norvegia, Slovenia, e Spagna. Come risultato del programma BPC, quasi 6.500 unità delle forze irachene completarono l’addestramento, di cui circa 5.400 vennero successivamente inserite nel programma di addestramento.

### Combined Special Operations Joint Task Force-Levant

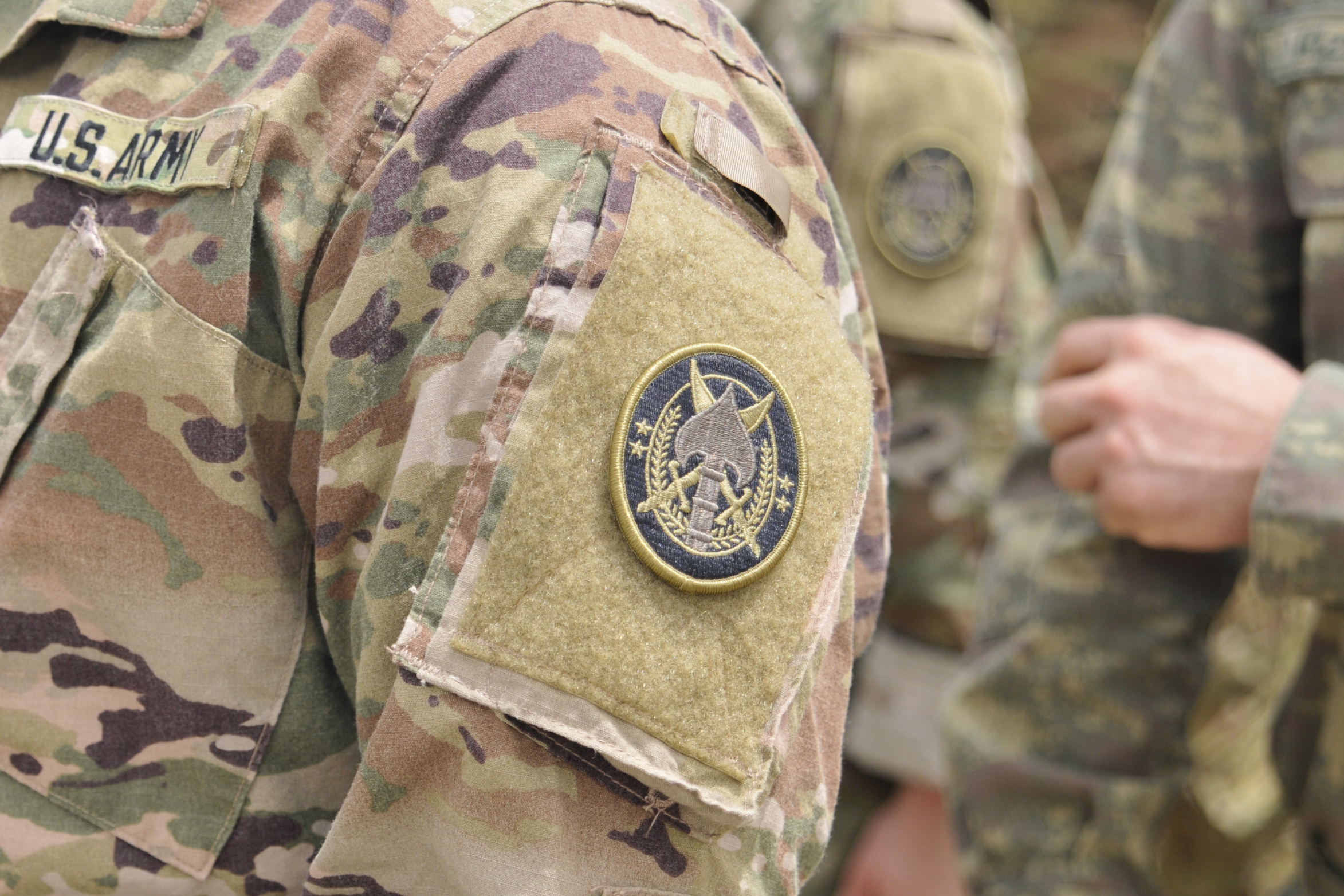
La patch della Special Operations Joint Task Force - Operation Inherent Resolve (SOJTF-OIR) nel 2017.

La Combined Special Operations Joint Task Force-Levant (CSOJTF-Levant) era inizialmente conosciuta come Special Operations Joint Task Force-Operation Inherent Resolve (SOJTF-OIR), costituita nel 2015 come task force congiunta per operazioni speciali considerata la punta di diamante della CJTF-OIR nella campagna contro lo Stato Islamico in Iraq e Siria. SOJTF-Levant presta servizio sotto il Comando centrale delle operazioni speciali e ha addestrato unità per operazioni speciali nella regione.
Il 1º luglio 2022 la Task Force congiunta per le operazioni speciali-Operazione Inherent Resolve venne ristrutturata, consolidata e istituita silenziosamente come Task Force congiunta per le operazioni speciali combinate-Levant. CSOJTF-Levant doveva supervisionare un approccio regionale più ampio alle operazioni speciali, comprese le attività in Giordania, Libano ed Egitto, comandati dal brigadier generale Isaac J. Peltier. Secondo il generale dell'esercito in pensione ed ex comandante dell'US SOCOM e dell'US CENTCOM Joseph Votel, la task force consolidata rappresentava "una maturazione del nostro approccio globale nella regione", aggiungendo che CSOJTF-L combina "più quartier generali e unità SOF che stavano conducendo una varietà di missioni attraverso" l'area di responsabilità (AoR).

## Controversie

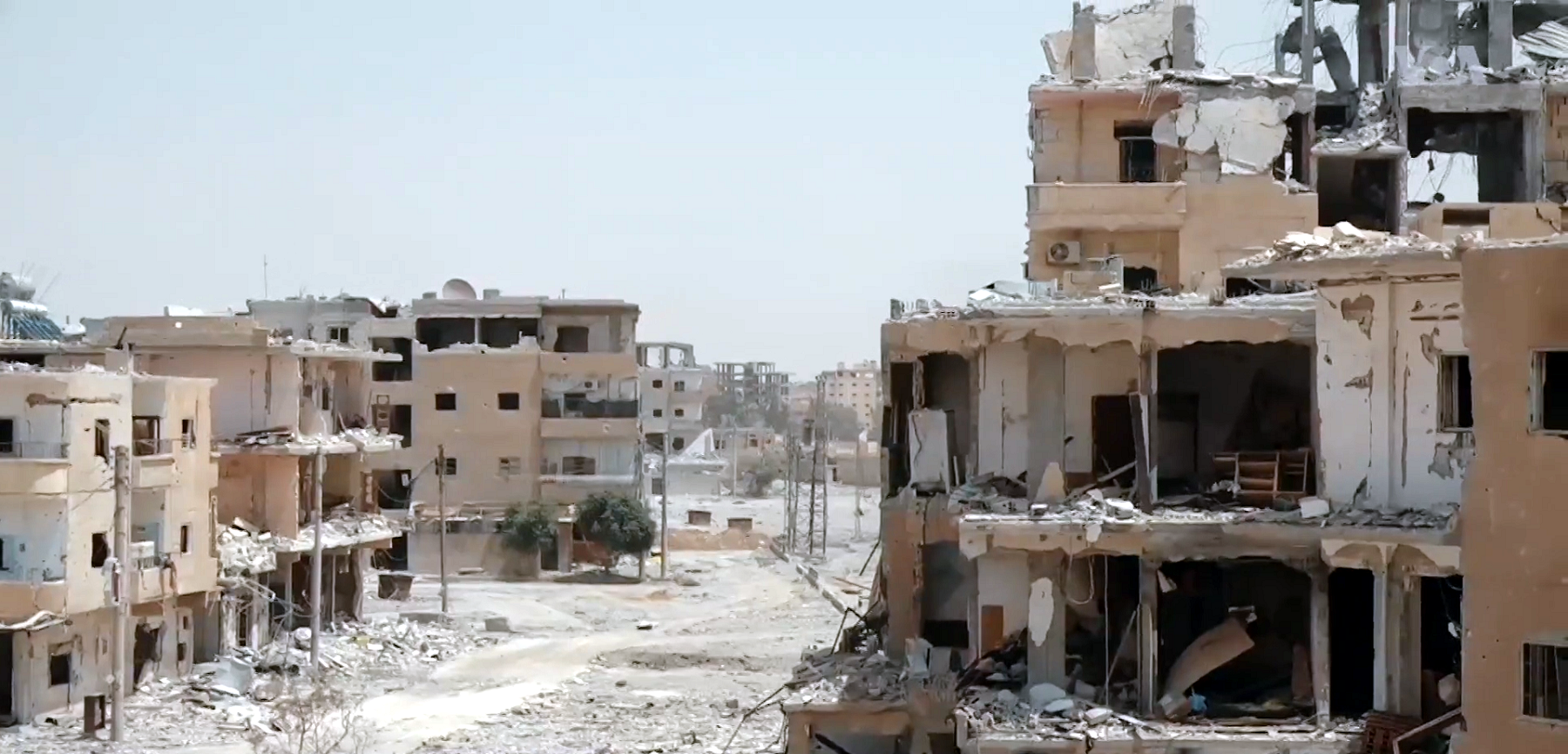
Effetti dei bombardamenti della Coalizione durante la battaglia per la liberazione di Raqqa.

Durante il primo anno di servizio della Coalizione, il The Guardian riferì che un team di giornalisti indipendenti aveva pubblicato i dettagli di 52 attacchi aerei che provocarono la morte di più di 450 civili. La coalizione riconobbe solo 2 morti tra i non combattenti.
Nell'aprile 2019, un'indagine congiunta di Amnesty International e Airwars riferì che 1.600 civili furono uccisi da attacchi aerei della coalizione e bombardamenti dell'artiglieria statunitense durante la battaglia durata quattro mesi per catturare la città siriana di Raqqa dall'ISIL nel 2017. La Coalizione affermò di aver condotto 34.464 attacchi contro obiettivi dell'ISIS tra l'8 agosto 2014 e la fine di marzo 2019 e di aver ucciso involontariamente almeno 1.291 civili.

## Nazioni contribuenti
Principali paesi contribuenti, ovvero quelli che forniscono tutte le forme di supporto, inclusa la partecipazione diretta alle operazioni di combattimento:

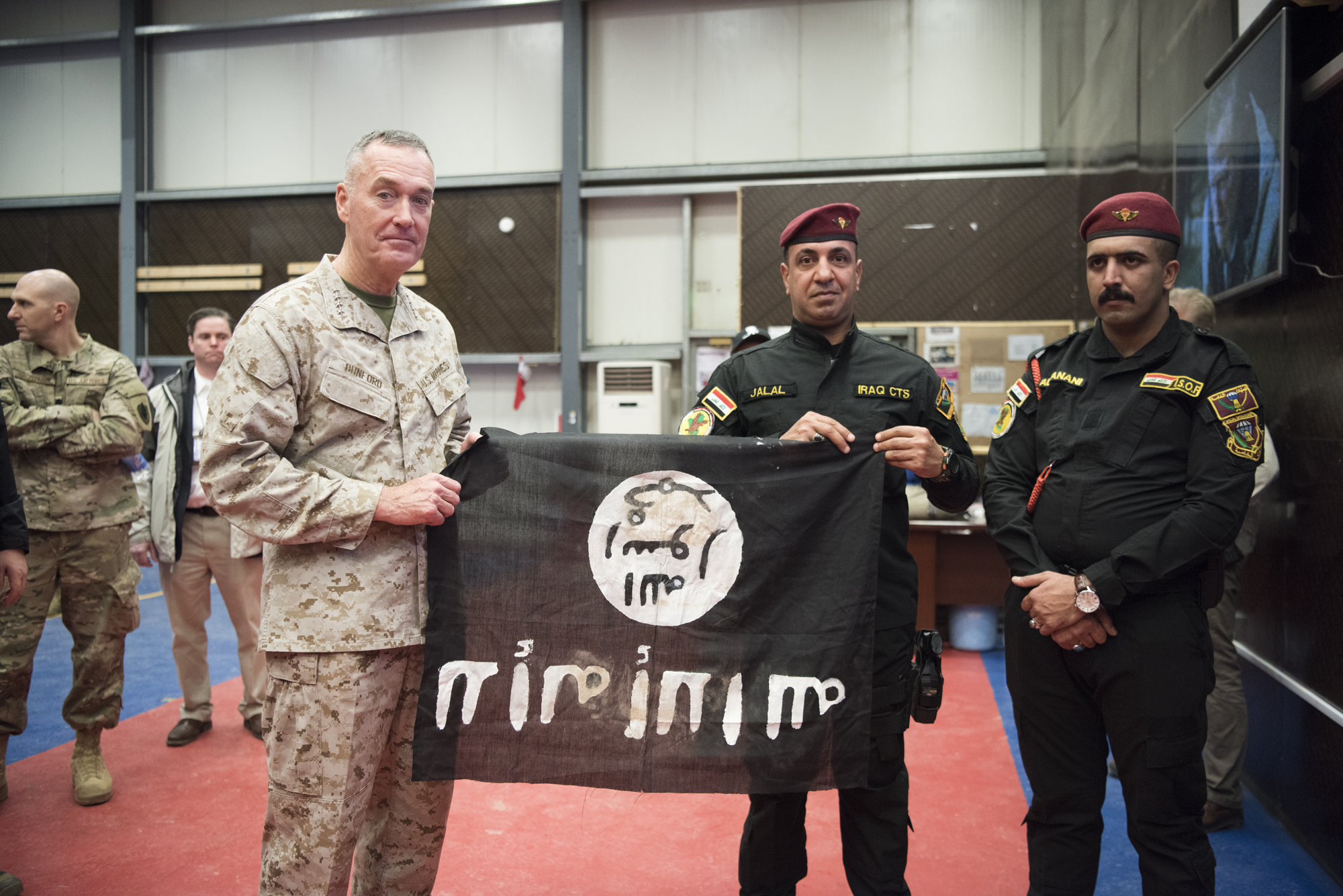
Membri dell'Iraqi Counter Terrorism Service presentano al generale dei Marines Joseph F. Dunford, una bandiera dello Stato Islamico conquistata Bartilah, paese situato vicino a Mosul, 24 dicembre 2016.

- Stati Uniti
- Regno Unito
- Francia
- Iraq
- Turchia
- Australia
- Canada
- Giordania
- DanimarcaSoldati dell'esercito danese spiegano le corrette posizioni di tiro a membri dell'esercito iracheno, base aerea di Al Asad, Iraq, 27 luglio 2015.
- Paesi Bassi
- Belgio
- Libano[40]
- Romania
- Arabia Saudita
- Emirati Arabi Uniti

A supporto di:

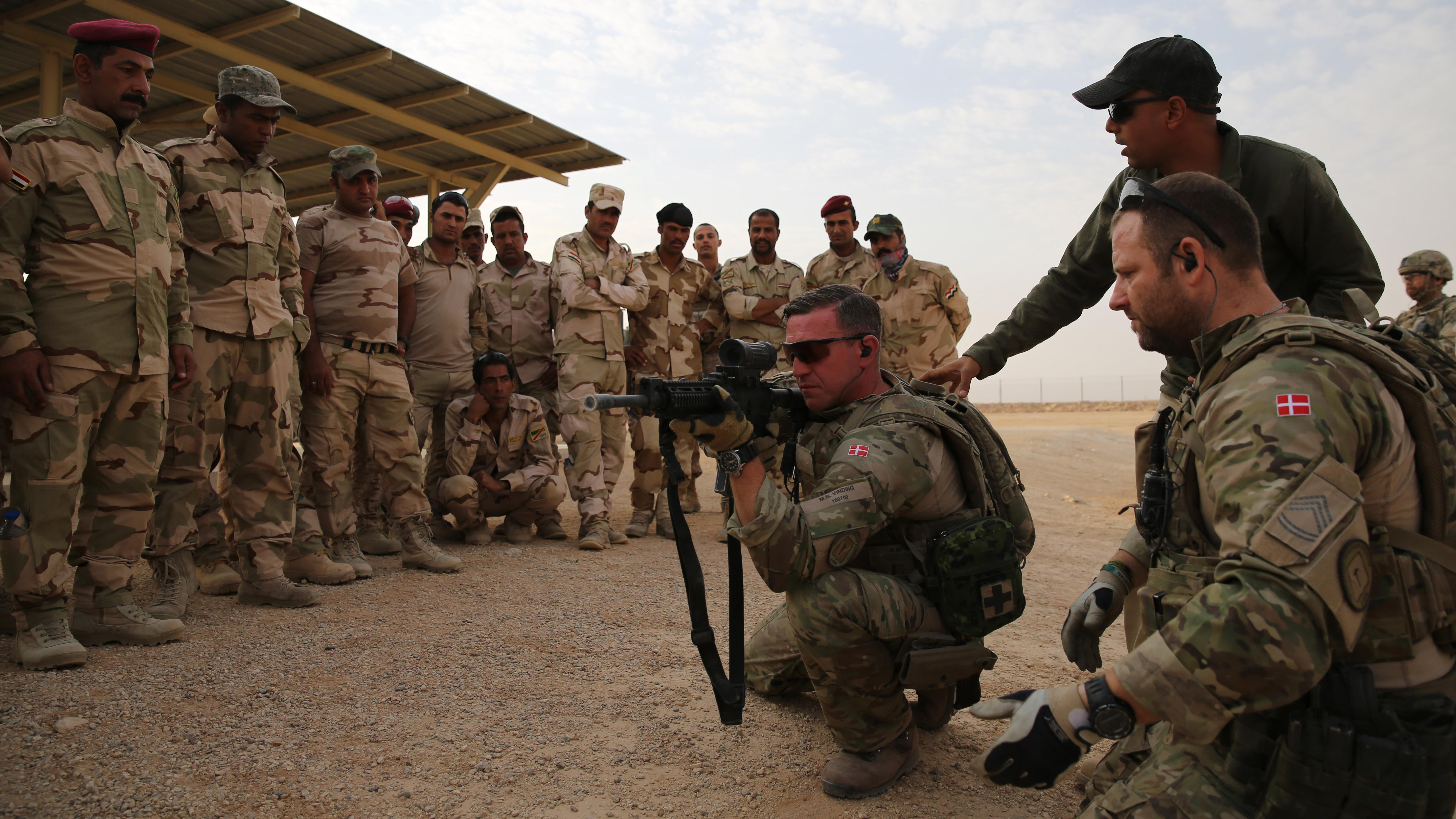
Soldati dell'esercito danese spiegano le corrette posizioni di tiro a membri dell'esercito iracheno, base aerea di Al Asad, Iraq, 27 luglio 2015.

- Amministrazione Autonoma della Siria del Nord-Est
- Esercito nazionale siriano

Solo supporto non bellico, ovvero quelle nazioni che forniscono materiale militare, aiuti economici, consiglieri, addestratori e altre forme di supporto, ma che non partecipano direttamente alle operazioni di combattimento:
- Marocco
- Qatar
- Bahrein
- Italia
- Germania
- Spagna
- Portogallo
- Polonia
- Georgia
- Giappone
- Taiwan
- Corea del Sud
- Nuova Zelanda
- India
- Ungheria
- Estonia
- Austria
- Albania
- Grecia
- Armenia
- Bulgaria
- Slovacchia
- Slovenia
- Serbia
- Kosovo
- Bosnia ed Erzegovina
- Lussemburgo
- Lettonia
- Lituania
- Islanda
- Macedonia del Nord
- Moldavia
- Montenegro
- Ucraina
- Croazia
- Cipro
- Figi
- Finlandia
- Norvegia
- Svezia
- Somalia
- Singapore
- Kenya
- Tanzania
- Kuwait
- Oman
- Tunisia
- Irlanda
- Indonesia
- Israele (aiuto dell'intelligence)
- Svizzera (aiuti non militari)